# Bannock Burn
Il Bannock Burn (burn è il corrispettivo in scozzese della parola fiume) è un ruscello che scorre a sud-ovest della città di Stirling, in Scozia. Esso scorre verso ovest e confluisce nel fiume Forth

## Storia
Il corso superiore del fiume sembra abbia ospitato alcuni insediamenti durante l'età del ferro e rilievi topografici hanno mostrato la presenza di piccole fortificazioni (Dun) nei pressi di Graigend e Murrayshall, oltre che di un forte sulla Lewis Hill.
Nei pressi della confluenza nel fiume Forth ebbe luogo della celebre battaglia di Bannockburn combattuta nel 1314. Un sobborgo di Stirling prende anch'esso il nome da questo corso d'acqua. Nei pressi del Bannockburn fu combattuta nel 1488 anche la battaglia di Sauchieburn.
Il fiume è ricco di sedimenti di calcare, utilizzato nel corso del tempo dall'uomo dopo essere stato convertito in ossido di calcio tramite la lavorazione dei cosiddetti lime kiln, tradizionali forni per la lavorazione del calcare. Il frutto di questa lavorazione veniva utilizzato a scopi agricoli per diminuire l'acidità del suolo.